# Sonic the Hedgehog 2 (8-Bit)
Sonic the Hedgehog 2 (jap.: ソニック・ザ・ヘッジホッグ2, Hepburn: Sonikku za Hejjihoggu Tsū) ist ein 2D-Jump-’n’-Run-Videospiel, das von Aspect Co. entwickelt und von Sega 1992 für das Sega Master System und den Sega Game Gear veröffentlicht wurde. Viele Neuerungen der kurze Zeit später veröffentlichten gleichnamigen 16-Bit-Version für das Sega Mega Drive konnten aufgrund technischer Limitierung nicht umgesetzt werden, wie beispielsweise das ständige Begleiten des neuen Charakters Tails, die Verwandlung in Super Sonic und ein Mehrspieler-Modus. Auch der Spin Dash wurde in diesem Spiel nicht eingebaut, stattdessen setzte man auf mehrere kleine, individuelle Gimmicks.
Es ist der Nachfolger von Sonic the Hedgehog (8-Bit) (1991) und der Vorgänger von Sonic the Hedgehog Chaos (1993).

## Handlung
Nach den letzten Ereignissen ist Frieden auf South Island eingekehrt. Sonic beschließt, auf der Suche nach anderen Abenteuern auf eine Reise zu gehen. Nach seiner Rückkehr findet er die Insel fast vollkommen verlassen vor. Er entdeckt einen handgeschriebenen Brief von Tails, laut dem Dr. Robotnik ihn und viele Tiere der Insel an einem Ort namens Crystal Egg gefangenhält und sie nur freilässt, wenn Sonic die sechs Chaos Emeralds an Dr. Robotnik abliefert. Sonic begibt sich auf ein Abenteuer in Richtung Crystal Egg, jedoch mit der Absicht, Dr. Robotnik zu besiegen und Tails zu befreien, ohne die sechs Chaos Emeralds zu übergeben.
Nur wenn der Spieler es schafft, die sechste Zone mit allen sechs Chaos Emeralds abzuschließen, erreicht Sonic die Crystal Egg Zone und kann dort nach dem Endbosskampf Tails und die Tiere befreien. Ohne die sechs Chaos Emeralds endet das Spiel nach der sechsten Zone, der Abspann läuft, in dem Sonic alleine zurückrennt, Tails’ Gesicht im Sternenhimmel sieht und es bleibt ungewiss, was mit Tails passierte.

## Gameplay
In Sonic the Hedgehog 2 übernimmt der Spieler die Kontrolle über den blauen Igel Sonic in einem sidescrollenden 2D-Jump-'n'-Run. Neben dem Steuerkreuz zur Bewegung ist nur ein Aktionsknopf zum Springen nötig. In springender oder rollender Form, Spin Attack genannt, kann Sonic Gegner besiegen oder Itemboxen in Form von Monitoren öffnen. Bei Berührung können die goldenen Ringe eingesammelt werden; Nimmt Sonic Schaden, verliert er die Ringe. Nimmt Sonic Schaden, ohne Ringe zu besitzen, fällt in einen tödlichen Abgrund, wird zerquetscht oder ertrinkt, verliert er ein Extraleben, von denen man zu Spielbeginn drei besitzt. Sammelt man 100 Ringe, erhält man ein weiteres Extraleben. Anders als noch im Vorgänger kann Sonic diesmal verlorene Ringe nach erlittenem wieder aufsammeln. In den Monitoren kann ein Extraleben, zehn Ringe, vorübergehende erhöhte Geschwindigkeit (nur in der Sega-Master-System-Version), vorübergehende Unverwundbarkeit oder ein Checkpoint enthalten sein. In diesem Spiel kann auch das Ziel 10 Ringe, ein Extraleben oder ein Continue enthalten. Die meisten Gegner können mit der Spin Attack besiegt werden, was dem Spieler Punkte erbringt und die gefangenen Tiere befreit.
Das Spiel besteht aus sieben Zonen (Under Ground Zone, Sky High Zone, Aqua Lake Zone, Green Hills Zone, Gimmick Mountain Zone, Scrambled Egg Zone und Crystal Egg Zone) mit je drei Acts, die als Level definiert werden können. Jede Zone hat dabei ihre eigene Thematik, Aussehen und Gegner-Vielfalt. Am Ende des jeweils dritten Acts wartet zudem ein Kampf gegen einen von Dr. Robotniks in diesem Spiel eingesetzten „Master Robot“, unter anderem das Roboter-Imitat Silver Sonic. Die Chaos Emeralds können nicht in Special Stages gewonnen werden, sondern müssen in den jeweils zweiten Acts der ersten fünf Zonen gefunden und gesammelt werden, während der sechste Chaos Emerald nach einem Sieg über Silver Sonic erhalten wird. Die größte Innovation der 8-Bit-Version von Sonic the Hedgehog 2 sind interaktive Gegenstände zur außergewöhnlichen Fortbewegung, die Sonic nutzen kann wie Loren, Hängegleiter oder riesige Luftblasen, in denen er unter Wasser nach oben treibt.

### Level
| Nr. | Zone                  | Acts | Bosskämpfe     | Gegner                      |
| --- | --------------------- | ---- | -------------- | --------------------------- |
| 1   | Under Ground Zone     | 3    | Pit Master     | New Motora, Taraban, Meleon |
| 2   | Sky High Zone         | 3    | Hiyoko Master  | Meleon, Game-game           |
| 3   | Aqua Lake Zone        | 3    | Balance Master | Taraban, Zaririn            |
| 4   | Green Hills Zone      | 3    | Dohyo Master   | New Motora, Taraban, Meleon |
| 5   | Gimmick Mountain Zone | 3    | Charge Master  | Drillin, Buton, Bomb        |
| 6   | Scrambled Egg Zone    | 3    | Silver Sonic   | Taraban, Game-game, Bomb    |
| 7   | Crystal Egg Zone      | 3    | Egg Machine    | Flying Chopper              |

## Entwicklung
Wie bereits beim Vorgänger erschien auch bei Sonic the Hedgehog 2 ein gleichnamiges Spiel für das Sega Mega Drive, jedoch wurde diesmal die 8-Bit-Version vor der 16-Bit-Variante fertiggestellt. Hauptverantwortlich für die Entwicklung war Tomozou Endo von Aspect Co. Ltd, der ein erhebliches größeres Team zur Verfügung hatte als Yūzō Koshiro beim 8-Bit-Vorgänger. Zu Entwicklungsbeginn war noch angedacht, wie im 16-Bit-Vorbild nun Tails als Sidekick zur Begleitung zu haben, doch dies enorme technische Probleme auf beiden System mit sich gebracht hätte, musste dieser Gedanke schnell weichen. Die Vorschaubilder zu Beginn jeder Zone zeigen jedoch noch immer Sonic und Tails gemeinsam im Abenteuer, obwohl laut Handlung Tails in Dr. Robotniks Gefangenschaft sein müsste. Die Verwandlung in Super Sonic oder ein Mehrspieler-Modus wurden ebenfalls aufgrund technischer Limitierung auf den 8-Bit-Systemen nie umgesetzt. Der Spin Dash wurde in diesem Spiel jedoch aus unbekannten Gründen noch nicht eingebaut, stattdessen setzte man auf mehrere kleine, individuelle Gimmicks. Die Entwicklung war auf das Sega Master System ausgelegt, weswegen aufgrund des geringeren Bildschirmausschnittes die weniger angepasste Sega Game Gear-Version an mehreren Stellen, vor allem im Bosskampf gegen den Arijigoku Mecha, über einen deutlich höheren Schwierigkeitsgrad verfügt.

## Neuveröffentlichungen und Nachfolger

### Neuveröffentlichungen
Nach der Erstveröffentlichung der 8-Bit-Version von Sonic the Hedgehog 2 war die Game-Gear-Version von Sonic the Hedgehog 2 auch auf Sonic 2 in 1 (1995, Sega Game Gear), Sonic Adventure DX: Director’s Cut (2003, Nintendo GameCube, PC), Sonic Gems Collection (2005, Nintendo GameCube, PlayStation 2), Sonic PC Collection (2009, PC) und Sonic Origins Plus (2023) enthalten. Zudem ist das Spiel für die Virtual Console der Nintendo Wii (2008) und des Nintendo 3DS (2013) erneut erschienen.

### Nachfolger
In den Folgejahren erschienen weitere Sonic-8-Bit-Jump-'n'-Runs für den Sega Game Gear, die abgesehen von einer Ausnahme alle auch für das Sega Master System veröffentlicht wurden: Sonic the Hedgehog Chaos (1993), Sonic the Hedgehog Triple Trouble (1994) und Sonic Blast (1996).

## Rezeption
Das Spiel bekam größtenteils positive Wertungen. Während sich die Master-System-Version 2,96 Millionen Mal verkauft hat, hat die Game Gear-Variante insgesamt 400.000 verkaufte Einheiten zu verbuchen.
Das Computerspielmagazin GamePro bewertete die Game-Gear-Version von Sonic the Hedgehog 2 mit 5 von 5 Sternen. Das US-amerikanische Onlinemagazin IGN bewertete die Master-System-Version des Spiels mit 8 von 10 Punkten.

„Der zweite Teil der Igelraserei ist ebenfalls toll gelungen. Auf den ersten Blick glaubt man, ein 16-Bit-Spiel vor sich zu haben. Auch auf dem Master System gehört Sonic nach wie vor zu den schnellsten Sprites überhaupt. Grafisch ist Sonic 2 ein Genuß. Die knallbunten Levels sind peppig aufgemacht und die Sprites protzen mit witzigen und abgehahrenen Animationen. Eingebaute Schrecksekunden (Todessprung mit Rettung) sorgen für Spannung. Zumindest im Sprung läßt sich der Master-System-Sonic sogar besser steuern, als sein 16-Bit-Vetter. Um Dr Robotnik und seine Endgegner-Kumpels fertigzumachen, benötigt Ihr wahrscheinlich ein paar Versuche mehr, als im ersten Teil — mit einfachem Bespringen der Gegner ist's meist nicht getan. Überhaupt ist der Schwierigkeitsgrad leicht angehoben worden. Die Musik paßt prima zum rasanten Spielgeschehen: Musikalische Themen von poppig-fetzig bis jazzig-schräg begleiten den rasenden Igel. Immer neue Geheimräume zu entdecken sorgt für Spaß und anhaltende Motivation. Sonic 2 müßt ihr öfters durchspielen, bis Ihr den schnellsten und extrareichen Weg durch alle Bonusräume kennt. Igelfans und solche, die es werden wollen, kommen an diesem High-Speed-Modul nicht vorbei.“